# Alain Mogès
Alain Mogès (ur. 22 lipca 1992 w Kajennie) – francuski piłkarz, grający na pozycji obrońcy w klubie Angoulême CFC. Reprezentant Gujany Francuskiej.

## Kariera reprezentacyjna
W reprezentacji Gujany Francuskiej zadebiutował w 2014. Łącznie rozegrał 7 spotkań. Uczestnik Pucharu Karaibów w 2014.

## Statystyki
| Reprezentacja Gujany Francuskiej | Reprezentacja Gujany Francuskiej | Reprezentacja Gujany Francuskiej |
| Rok                              | Mecze                            | Gole                             |
| -------------------------------- | -------------------------------- | -------------------------------- |
| 2014                             | 6                                | 0                                |
| 2019                             | 1                                | 0                                |
| Razem                            | 7                                | 0                                |